# Equipe guatemalteca na Copa Davis
A equipe guatemalteca na Copa Davis representa a Guatemala na Copa Davis, principal competição de tênis masculina por equipes do mundo. É administrada pela Federación Nacional de Tenis de Guatemala.